# Akmenė
Akmenė (von lit. akmuo, „Stein“) ist eine Stadt in der Rajongemeinde Akmenė, 12 km südwestlich von Naujoji Akmenė, am rechten Ufer von Dabikinė. Es gibt ein Gymnasium, eine Bibliothek, einen Kindergarten und ein Postamt. Im Jahr 2020 zählt die Stadt 2333 Einwohner.

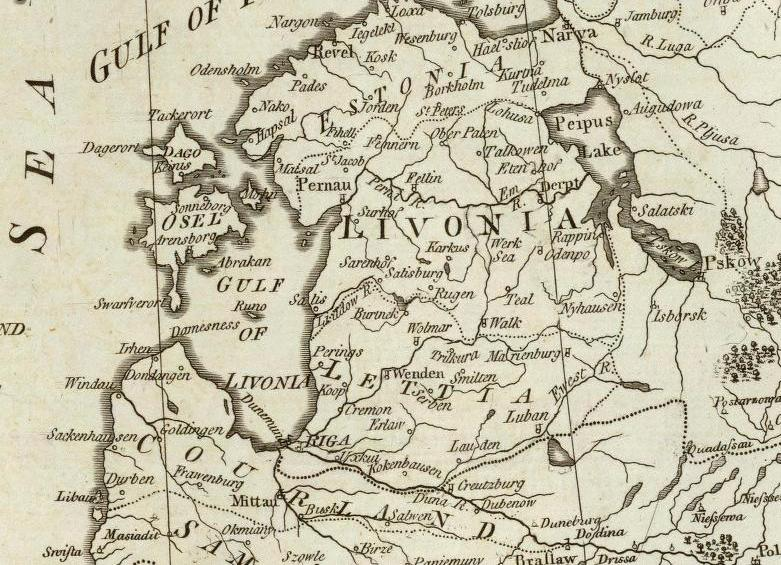
Akmenė (Okmiany) in der Landkarte vom 18. Jh. (A new map of the Northern States containing the Kingdoms of Sweden, Denmark, and Norway, 1790)

## Geschichte
Der Gutshof Akmenė gehörte den Adligen Kęsgailos und wurde 1511 erstmals urkundlich erwähnt. Žygimantas Senasis erlaubte 1531 ein Städtchen zu bauen. 1561 gab es einen Platz, 3 Straßen, 82 Grundstücke, 28 Kneipen und eine hölzerne Kirche. Das Stadtrecht wurde 1592 erteilt. Bis zum 17. Jahrhundert hieß die Stadt Dabikinė. Nach der Okkupation des unabhängigen Litauens durch die Sowjetunion wurde 1941 der erste Kolchos in Litauen gegründet.

## Sehenswürdigkeiten
- Katholische St.-Anna-Kirche, erbaut von 1907 bis 1912 im neugotischen Stil, Architekt Karl Eduard Strandmann
- Regionalmuseum Akmene
- Kulturhaus Akmene
- Denkmal zum 10. Jahrestag der Unabhängigkeit Litauens von 1928

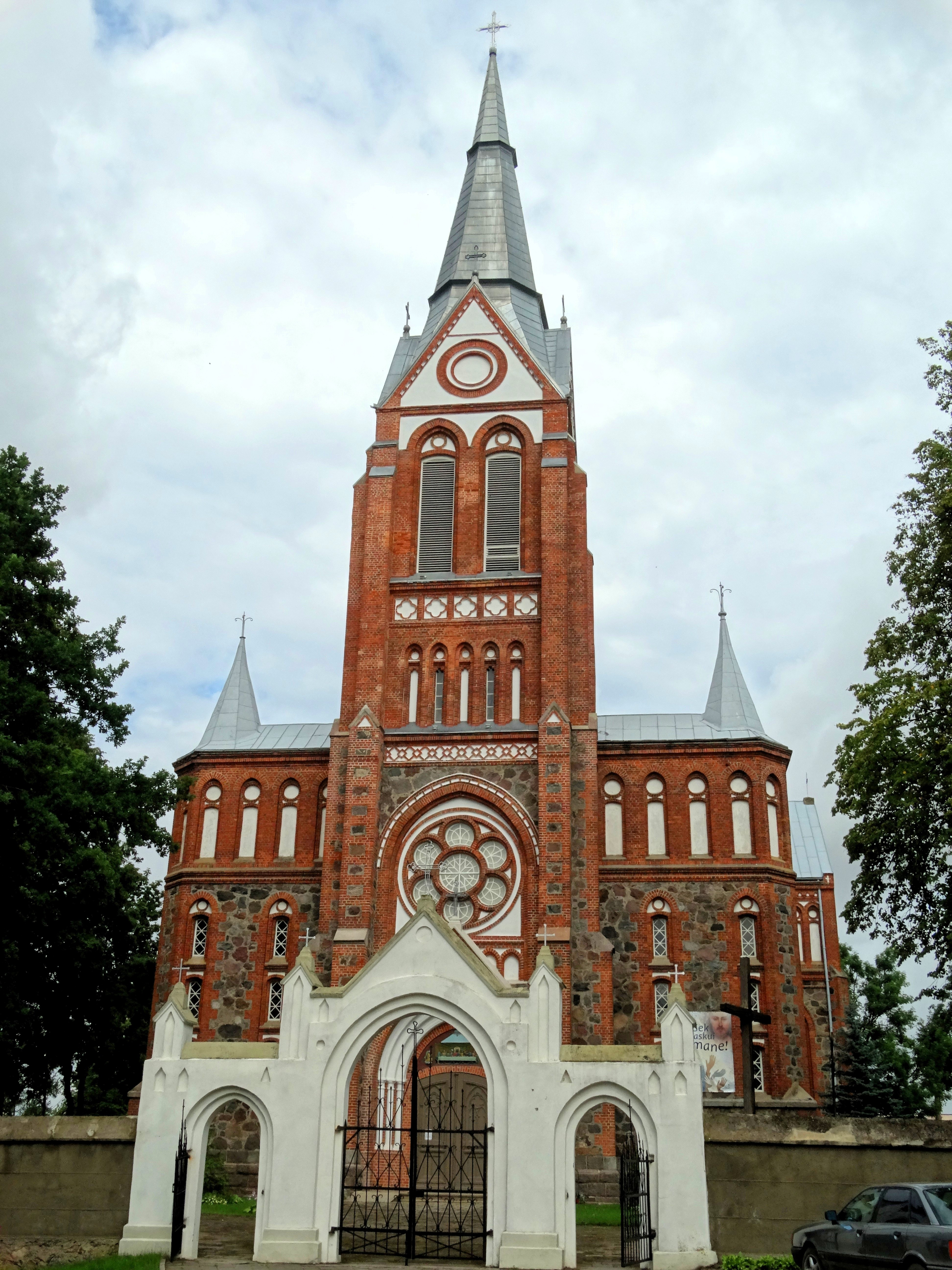
St.-Anna-Kirche
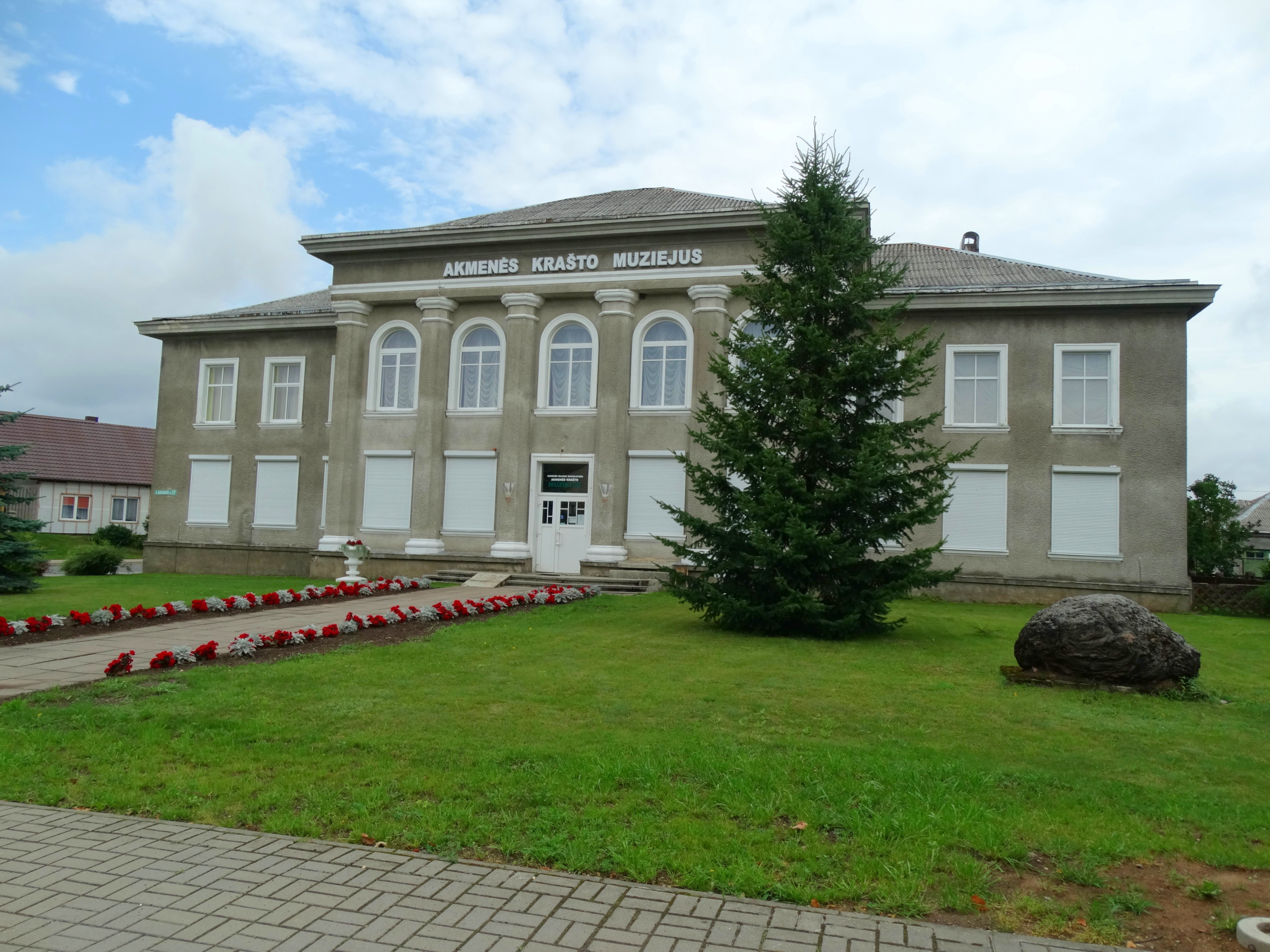
Regionalmuseum Akmenė
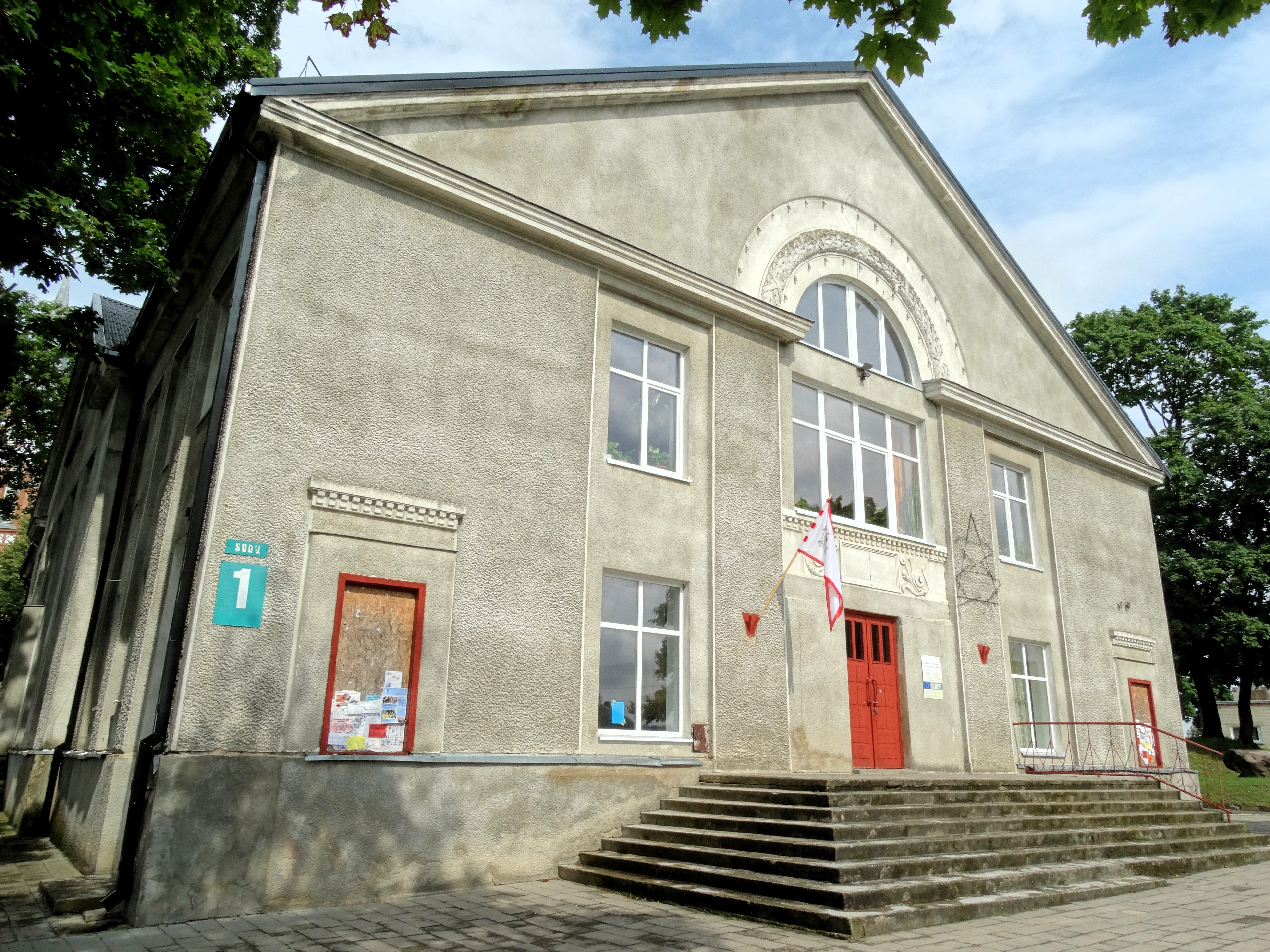
Kulturhaus Akmenė
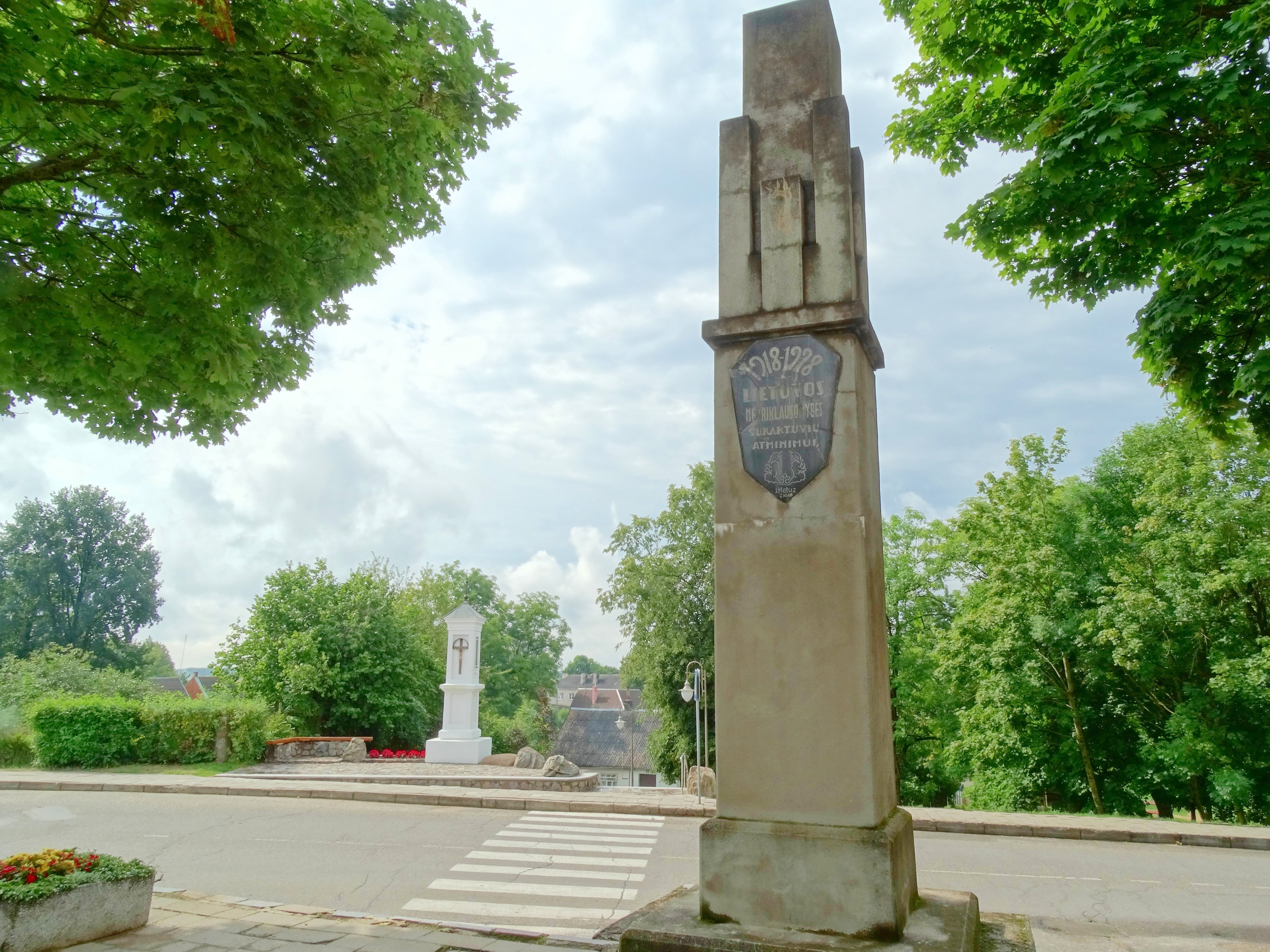
Unabhängigkeitsdenkmal

## Personen
- Ona Šimaitė (1894–1970), Bibliothekarin, Gerechte unter den Völkern
- Juozas Miltinis (1907–1994), Regisseur
- Romualdas Rakauskas (* 1941), Fotograf
- Vytautas Basys (* 1944), Arzt und Politiker
- Romas Jarockis (1963–2020), Archäologe und Politiker
- Aidas Preikšaitis (* 1970), Fußballspieler